# Discosoma

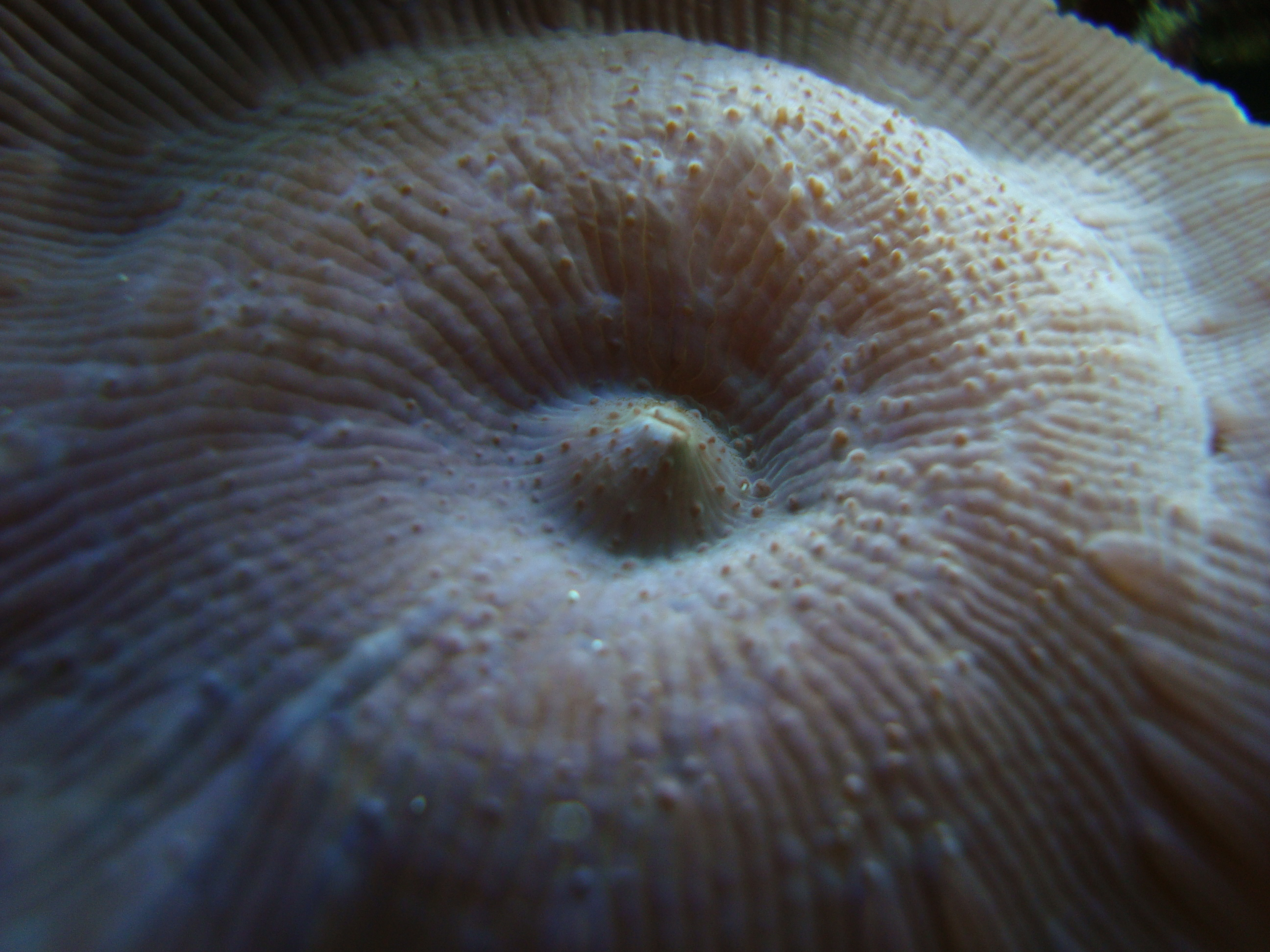
Plano macro del disco oral

Primer plano del disco oral de Discosoma carlgreni

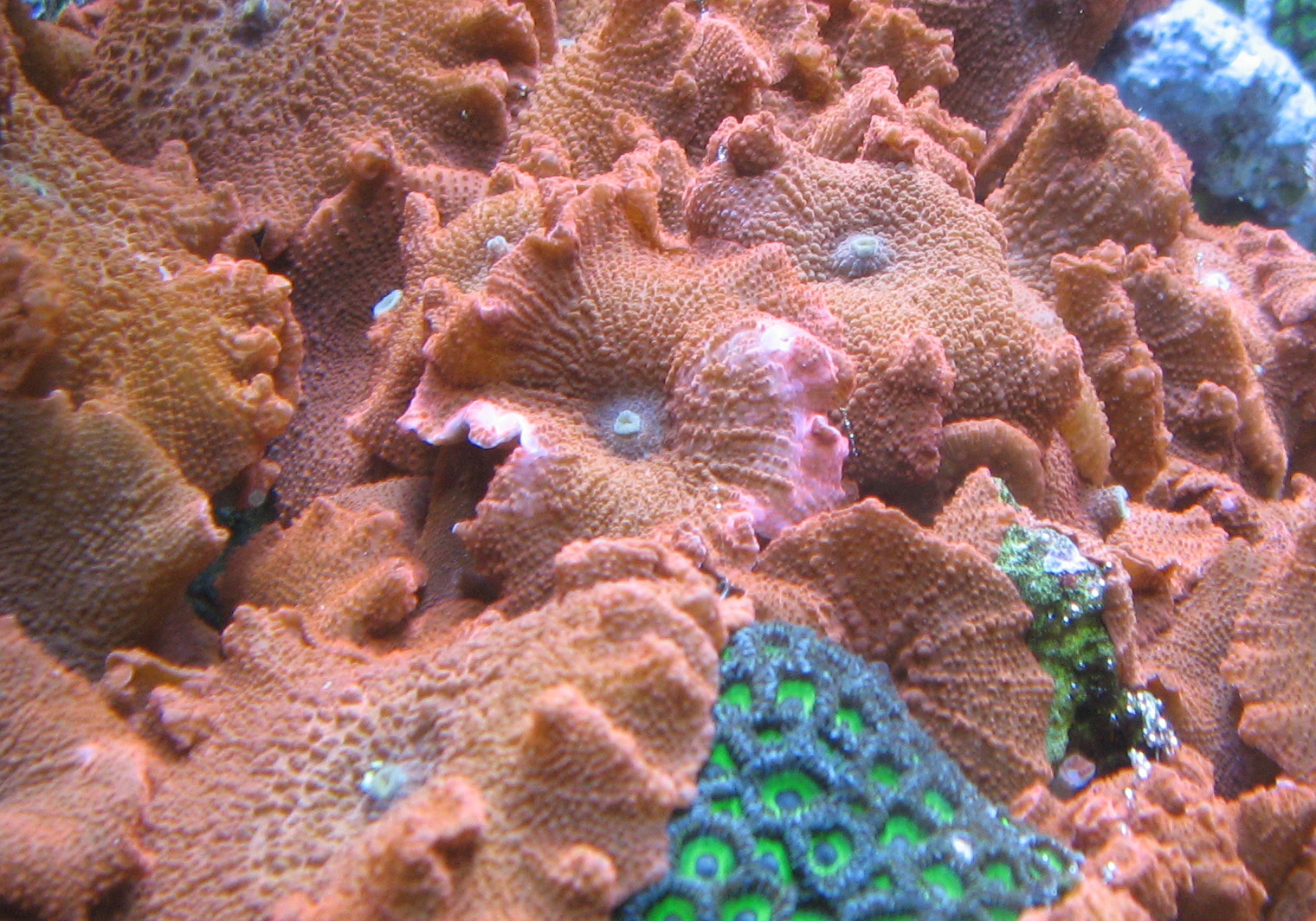
Discosoma sp. colonizan un Zoanthus sp.

Discosoma es un género de anémonas, que pertenecen a la familia Discosomidae comúnmente conocidas como anémonas disco.
Estos animales son pólipos solitarios, que en la mayoría de las especies viven colonialmente.  Su taxonomía aún está bajo discusión.

## Especies
A pesar de que la clasificación del género y distintas especies son actualmente objeto de discusión, el Registro Mundial de Especies Marinas reconoce las siguientes especies:
- Discosoma album. (Forskål, 1775)
- Discosoma carlgreni. (Watzl, 1922)
- Discosoma dawydoffi. Carlgren, 1943
- Discosoma fowleri. (Fowler, 1888)
- Discosoma fungiforme. (Verrill, 1869)
- Discosoma molle. (Couthouy in Dana, 1846)
- Discosoma neglecta. (Duchassaing & Michelotti, 1860)
- Discosoma nummiforme. Rüppell & Leuckart, 1828
- Discosoma rubraoris. Saville-Kent, 1893
- Discosoma unguja. Carlgren, 1900
- Discosoma viridescens. (Quoy & Gaimard, 1833)

- Discosoma bryoides (nomen dubium)
- Discosoma dianthus (nomen dubium)
- Discosoma inchoata (nomen dubium)

## Morfología
Su cuerpo es cilíndrico, su extremo basal es un disco plano que funciona como pie, el disco pedal, y su extremo apical es el disco oral, el cual tiene la boca en el centro, y alrededor una superficie de forma circular, más o menos lisa o rugosa, dependiendo de la especie, que porta tentáculos compuestos de cnidocitos, células urticantes provistas de neurotoxinas paralizantes en respuesta al contacto, para evadir enemigos o permitirle ingerir presas más fácilmente hacia la cavidad gastrovascular. 
Su coloración puede ir desde el rosado o rojo, hasta el marrón, amarillo, azul, o verde. En tonos lisos o moteados, o estriados. 
La mayoría de las especies alcanza los 8 o 10 cm de diámetro.

## Hábitat
Habita, tanto aguas superficiales, como más profundas; en un rango de profundidad entre 0 y 75 m. Normalmente ancladas en corales muertos o al sustrato. Prefiere zonas sombreadas y con poca corriente. Su rango de temperatura oscila entre  22.95 y 28.33 °C.

## Distribución geográfica
Se les encuentra en el Indo-Pacífico, desde África oriental y el mar Rojo hasta Australia y el Pacífico central, así como en el Caribe y Brasil, en el océano Atlántico.

## Alimentación
Las anémonas disco contienen algas simbióticas (mutualistas: ambos organismos se benefician de la relación) llamadas zooxantelas. Las algas realizan la fotosíntesis produciendo oxígeno y azúcares, que son aprovechados por las anémonas, y se alimentan de los catabolitos de la anémona (especialmente fósforo y nitrógeno). No obstante, las anémonas se alimentan tanto de los productos que generan estas algas (entre un 75 y 90 %), como de las presas de plancton, que capturan ocasionalmente, ayudados de sus minúsculos tentáculos y de un compuesto tóxico dentro de la cavidad oral que inmoviliza a la presa durante la alimentación.

## Reproducción
Asexual, por brotes: los llamados hijuelos son formados y se separan del disco pedal (basal), y por división: la anémona se divide exactamente a lo largo de su centro, formando dos animales. 
En la reproducción sexual, se liberan huevos y esperma, que se fusionan originando larvas, que nadan libremente hasta que se adhieren al sustrato.

## Galería

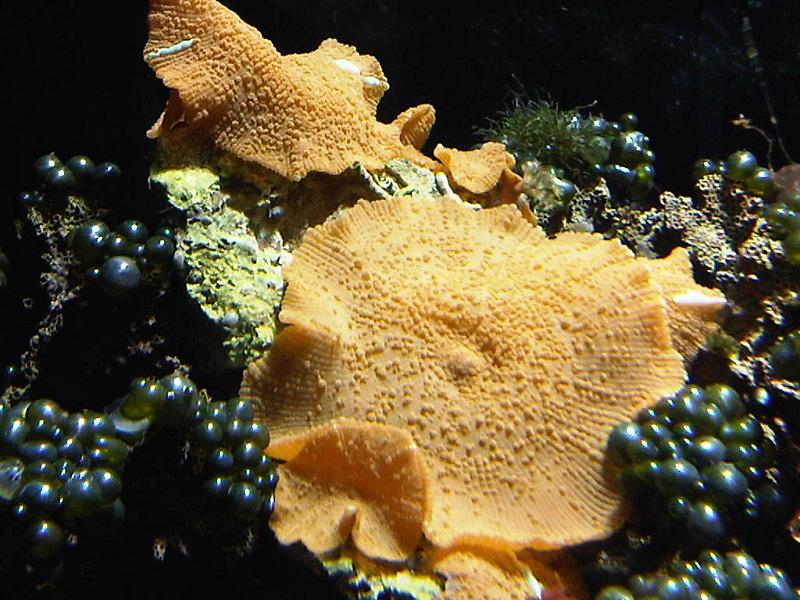
Discosoma nummiforme
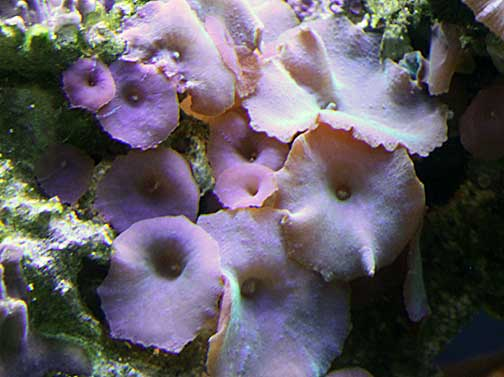
Discosoma sp en Samoa
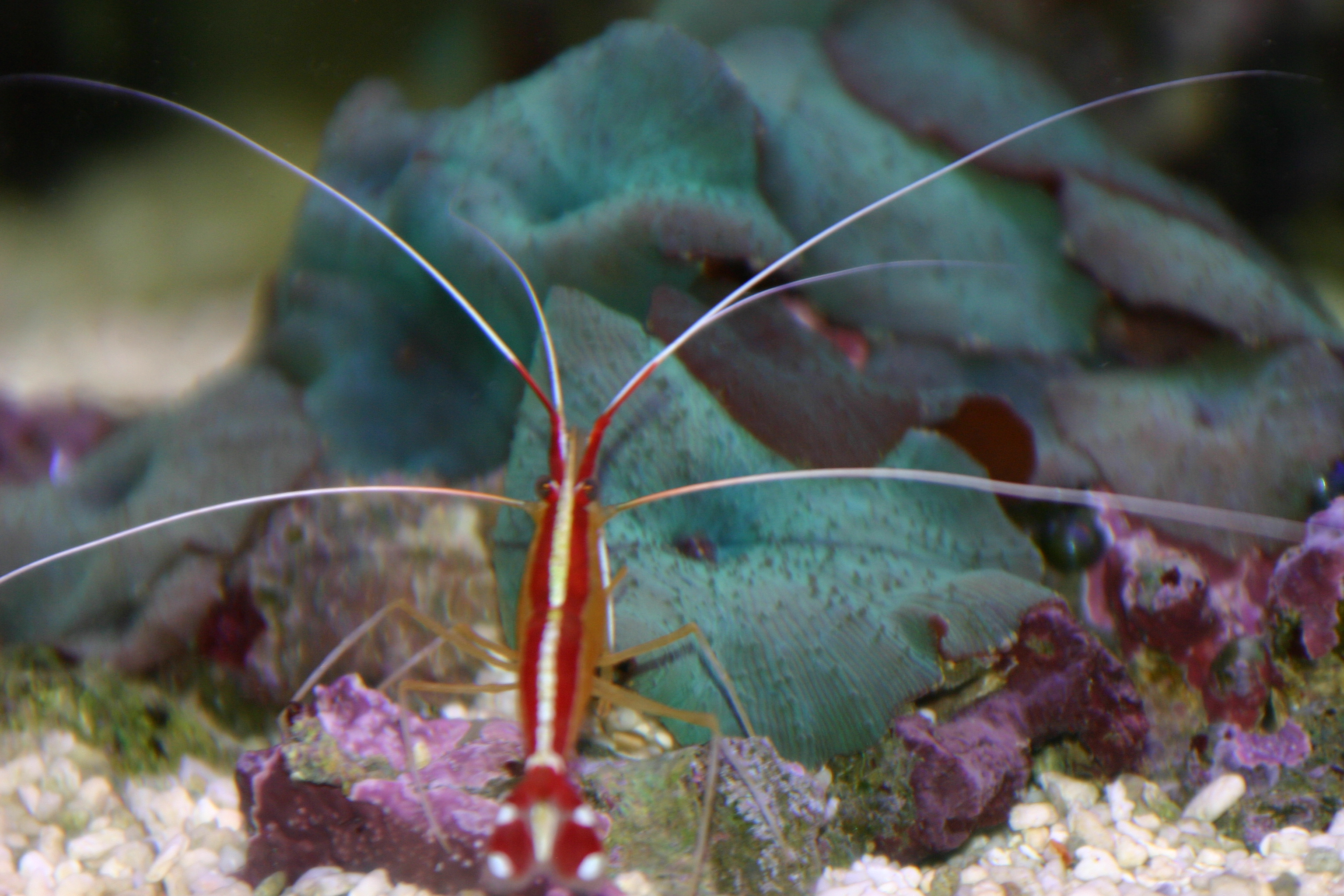
Gamba Lysmata amboinensis frente a colonia de Discosoma
Discosoma carlgreni en el Bristol Zoo
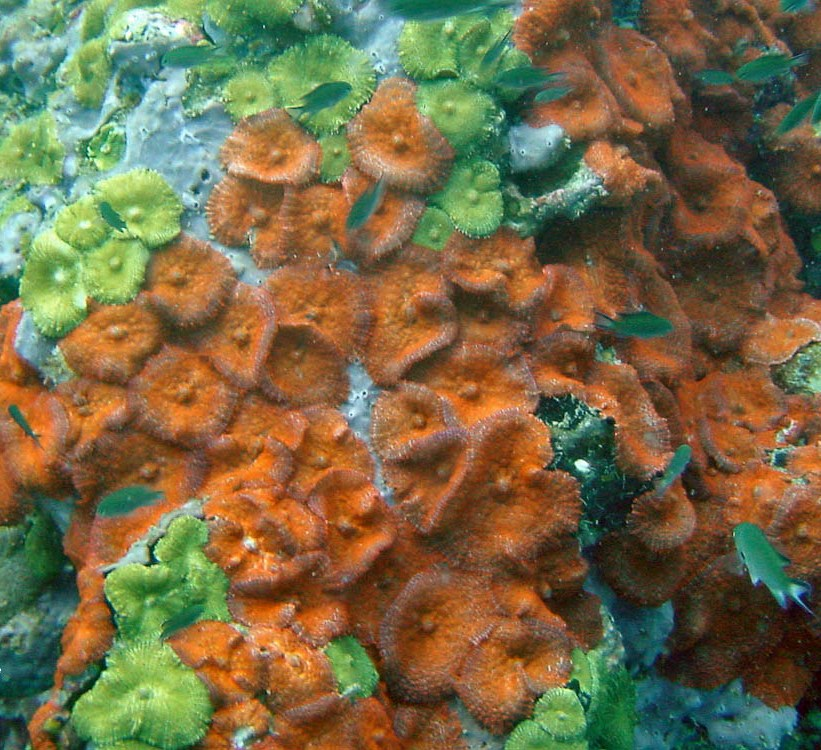
Grupo de Discosoma sp en Koh Phangan, Tailandia
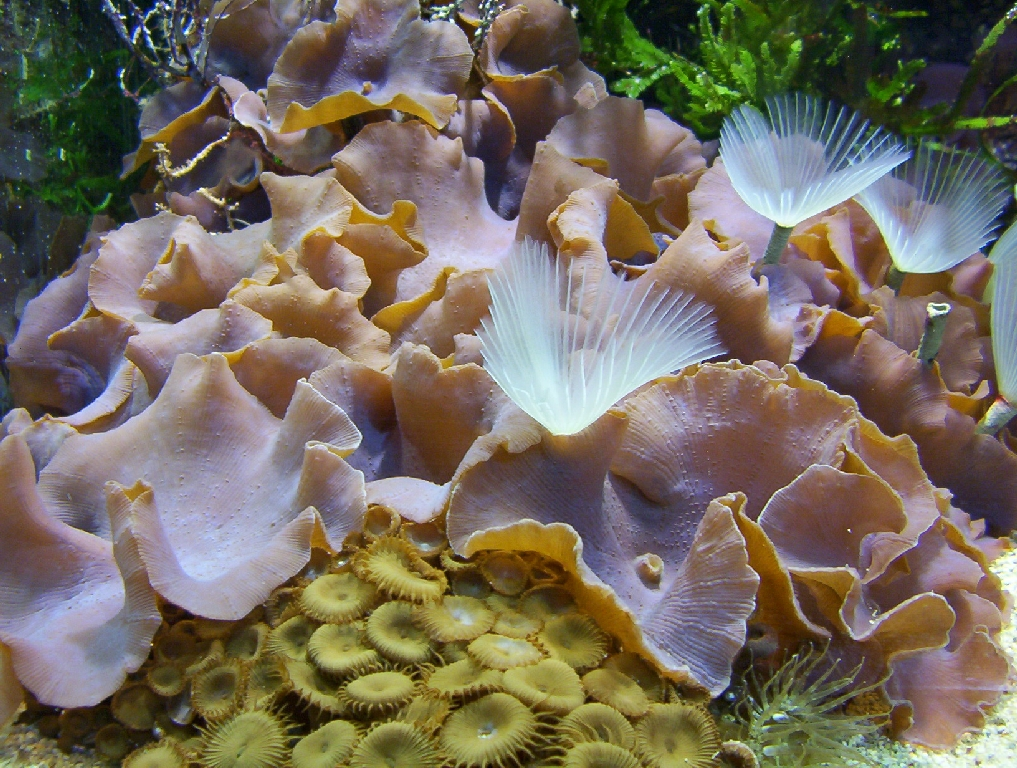
Grupo de Discosoma sp con gusanos tubícolas entre ellos y colonia de Palythoa sp abajo

## Mantenimiento

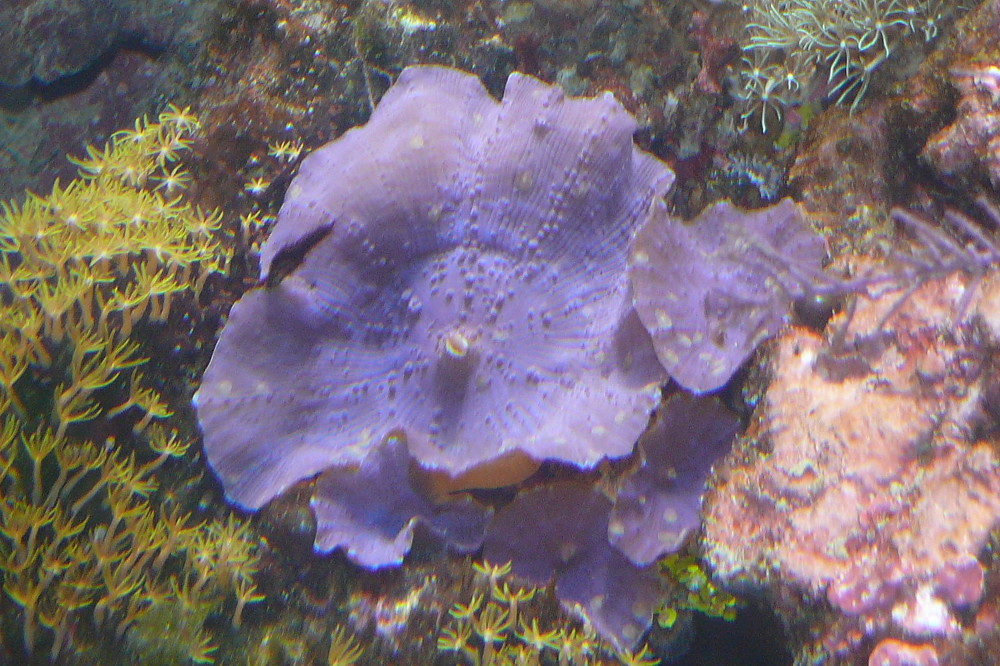
Discosoma sp en el Berlín Aquarium

Dado el que son fotosintéticos, su mantenimiento es fácil. Es un género resistente a cambios en las condiciones ambientales y de fácil reproducción en cautividad. La única precaución es separarlo de otros corales ya que es agresivo.